# Katrin Vohland

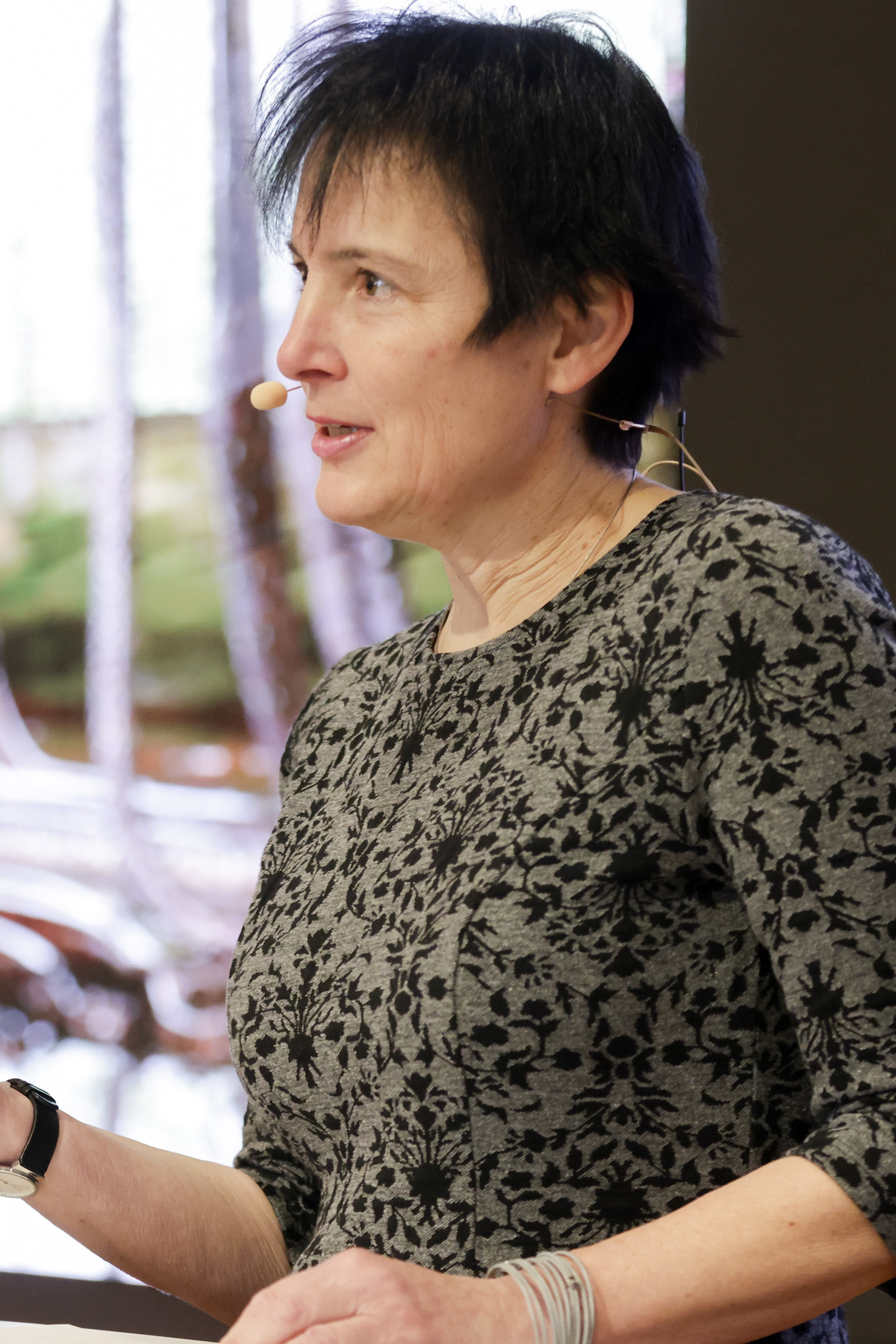
Katrin Vohland (2021)

Katrin Vohland (* 29. September 1968 in Hamburg) ist eine deutsche Biologin. Seit dem 1. Juni 2020 ist sie Generaldirektorin und wissenschaftliche Geschäftsführerin des Naturhistorischen Museums Wien.

## Beruflicher Werdegang
Vohland begann 1989 ein Studium der Biologie an der Universität Bielefeld, 1991 wechselte sie an die Universität Bayreuth, wo sie ihr Studium 1994 mit einer Diplomarbeit zum Thema Ressourcennutzung und Verhalten eines Marienkäfers abschloss. Ab 1995 forschte sie am Max-Planck-Institut für Limnologie in Plön an der Abteilung Tropenökologie, 1999 promovierte sie an der Universität Kiel mit einer Dissertation über Artenbildung und Biodiversität im Amazonasgebiet.
Ab 1999 forschte sie am Museum für Naturkunde in Berlin zur Artenvielfalt und Landnutzung im südlichen Afrika. 2005 wechselte sie an den Lehrstuhl Vegetationsökologie und Naturschutz der Universität Potsdam, von 2006 bis 2009 war sie am Potsdam-Institut für Klimafolgenforschung (PIK) für das Projekt Schutzgebiete Deutschlands im Klimawandel – Risiken und Handlungsoptionen verantwortlich. Ab 2009 war sie wieder am Berliner Museum für Naturkunde tätig, wo sie 2014 die Leitung des Forschungsbereichs Wissenschaftskommunikation und Wissensforschung übernahm. Sie ist Mitglied im wissenschaftlichen Beirat des Nationalparks Hohe Tauern und im Beirat der Österreichischen Citizen Science Konferenz 2020, wo sie auch als Sprecherin fungiert.
Ausgehend von ihrer Tätigkeit am Berliner Naturkundemuseum prägte Vohland maßgeblich die Entwicklung von Citizen Science („Bürgerwissenschaften“) in Deutschland und Europa. Neben dem Aufbau der deutschen Citizen-Science-Plattform amtierte sie von 2014 bis 2018 als geschäftsführende Direktorin des Vereins europäischer Bürgerwissenschaften e.V. (European Citizen Science Association). In dieser Zeit rief sie zahlreiche nationale und internationale Netzwerke zur Förderung von Austausch und wissenschaftlicher Weiterentwicklung von Citizen Science ins Leben. Hierzu zählen u. a. eine europäische Citizen-Science-Plattform, ein COST-Netzwerk für wissenschaftliche Zusammenarbeit und Mobilität zu Bürgerwissenschaften in Europa und das Leibniz-Forschungsnetzwerk „Citizen Science“ bei der deutschen Leibniz-Gemeinschaft. Inhaltlich arbeitete Vohland zur Verbindung von Citizen Science und Nachhaltigkeit, offener Wissenschaft (Open Science) und Schnittstellen zwischen Wissenschaft und Politik. 2021 erschien der von ihr federführend herausgegebene Sammelband „The Science of Citizen Science“.

## Politische Betätigung
Seit den 1990er Jahren engagiert sich Vohland bei den deutschen Grünen (Bündnis 90/Die Grünen). Ab 2004 war sie Vorsitzende des Kreisverbandes Potsdam, von 2005 bis 2007 war sie neben Axel Vogel Landesvorsitzende von Bündnis 90/Die Grünen Brandenburg. 2007 folgte ihr Ska Keller in dieser Funktion nach.
Am 13. März 2020 wurde sie von Staatssekretärin Ulrike Lunacek als Nachfolgerin von Christian Köberl als wissenschaftliche Geschäftsführerin und Generaldirektorin des Naturhistorischen Museums Wien (NHM) präsentiert, die ihm zum 1. Juni 2020 in dieser Funktion nachfolgte. Laut Staatssekretärin Lunacek werde Vohland ihre Parteimitgliedschaft ruhend stellen. Im März 2024 wurde ihr Vertrag mit dem NHM um fünf Jahre bis zum 31. Mai 2030 verlängert.